# ファーレンハイト9999
『ファーレンハイト9999』 （ファーレンハイト フォー・ナイン）は、朝倉勲による日本のライトノベル。イラストは一色箱が担当している。ダッシュエックス文庫（集英社）より2014年12月から刊行されている。第13回スーパーダッシュ小説新人賞大賞を受賞した。

## あらすじ
女子児童だけを狙った連続猟奇殺人事件「金曜の模倣者事件」をきっかけに、漫画、アニメ、ゲームなどのオタク文化が全面的に規制されるようになった現代日本。高校生維刀臥人は、オタクを取り締まる警視庁焚書課に所属する捜査官として、年下の先輩捜査官奏手イリナとともに違反者の摘発に当たっていたが、彼には秘密があった。臥人自身が大量の漫画やアニメを隠し持つ「隠れオタク」であり、またさらに、政府の規制に抵抗するために「聖堂騎士エル・ガット」に変装して焚書課の捜査妨害を行っていたのだ。そんな中、臥人は「レディ・パルム」を名乗る謎の美女から、核兵器を使ったテロを画策する「東のサン・キュロット」の阻止を依頼されるのだが……。

## 登場人物

### 主要人物
維刀 臥人（いとう がっと）
本作の主人公。高校二年生にして、警視庁文化保全部焚書課強襲特務室に所属する捜査官。
オタク文化を取り締まる焚書課に所属する身でありながら、アニメ・漫画など数々の「違法コンテンツ」を秘蔵する隠れオタクであるばかりでなく、「聖堂騎士エル・ガット」に扮して焚書課の捜査活動を妨害し、オタクを救う裏の活動を行っている。
驚異的な戦闘能力を有しており、その戦力は一人で二個大隊約2,000人に匹敵するといわれている。「バレット・ダンサー」の異名を持つ。
アニメや漫画を弾圧する焚書課に所属しているため、学校で孤立し、友人ができないのが悩みである。オタ友達が欲しいと試行錯誤を繰り返すが、うまくいっていない。そんな中、臥人に常に寄り添い、オタ話にもつきあってくれる幼馴染の藍には感謝している。
聖堂騎士エル・ガット（パラディン エル・ガット）
臥人がオタクの味方として変装する際、名乗る偽名。
スーツ、ネクタイ、コートなど全身が白尽くめの姿だが、革手袋だけは黒色である。
焚書課の活動を度々妨害するため、最重要人物としてマークされている。
奏手 イリナ（かなで イリナ）
女子中学生にして、警視庁文化保全部焚書課強襲特務室に所属する捜査官。臥人とコンビを組む。
ツインテールを赤いリボンでまとめた金髪碧眼の美少女である。身長は低く、135センチメートルしかない。フランス人とのハーフである。
オタクを過剰なまで敵視しており、容赦ない仕事ぶりから「焚書課の金色夜叉」と呼ばれ、恐れられている。自身は「人生をオタク検挙に捧げる」と語り、その覚悟を披歴している。
一度見たものをたちどころに記憶し、決して忘れないという特殊能力を持つ。
焚書課に設立当時から所属し、当時は小学生だった。臥人の3歳年下ながら仕事上は先輩に当たるため、高校生の臥人は中学生のイリナに対して敬語を使うことを余儀なくされている。
迅早下 風雅（はやさか ふうが）
高校生にして、警視庁文化保全部焚書課強襲特務室に所属する捜査官。第2巻より登場。
負傷し療養を余儀なくされたイリナの代理として焚書課に配属され、臥人とコンビを組む。
華麗な足技と電撃装置「スタン・ヒール」で強大な戦闘能力を誇り、「降伏へと誘う迅雷」（サレンダー・ヴォルト）の異名で恐れられている。「スタン・ヒール」とは靴の踵に仕込まれた電撃装置のことで、触れた相手はたちまち気絶してしまう。
イリナの幼馴染だが、高校生である。イリナとは、10年以上の付き合いである。
イリナに対抗心を燃やして何でも張り合い、彼女に勝つことを生き甲斐にしている。焚書課に入ったのも、それが動機である。
棗 椰子（なつめ やあこ）
高校二年生。臥人と同じ高校だが、クラスは異なる。
高貴な印象を与える美少女で、全校生徒憧れの的。学校では取り巻きを引き連れている。
臥人と同じく、「レディ・パルム」に扮してオタクを救う裏の活動をしている。
古流武術の嗜みがある。
レディ・パルム
椰子がオタクの味方として変装する際、名乗る偽名。
長い髪をポニーテールにまとめ、目線はサングラスで隠している。赤を基調とした服装をしている。
沖田 藍（おきた あい）
臥人の幼馴染。高校一年生。臥人と同じ高校に通う。
ショートカットの美少女。元気娘で、男子にも人気がある。
焚書課捜査官という立ち位置から友人ができず学校で孤立しがちな臥人に常に寄り添う。
臥人に対してだけ言葉遣いが悪く、「ハゲ」だの「クソカス」だの平気で連発する。

### その他
一ノ瀬 玲香（いちのせ れいか）
警視庁文化保全部焚書課強襲特務室長。若干27歳のエリート。
亜良多 恋（あらた れん）
高校二年生にして、警視庁文化保全部焚書課強襲特務室に所属する捜査官。
焚書課では、情報処理を担当している。
柊 立眞（ひいらぎ たつま）
警視庁文化保全部焚書課強襲特務室に所属する捜査官。
長髪、ピアスなど、警察官らしからぬ風体をしている。
沖田 譲（おきた じょう）
沖田藍の父親。オタクが集うバー「Bottom of the Bottle」のマスターでもある。
情報屋としての裏の顔があり、臥人は焚書課の機密情報を提供している。
西園寺 蔵人（さいおんじ くろうど）
東京都知事。警察庁ＯＢ。
焚書課の発案者である。
由樹矢 正（ゆきや ただし）
オタク差別撤廃運動の組織「東のサン・キュロット」の指導者。
漫画家。自衛隊に入っていたことがある。
核兵器を入手し、テロを画策する。
些々神 リュウ（ささがみ りゅう）
「東のサン・キュロット」構成員。
世界各地を渡り歩く歴戦の傭兵。
過去の因縁から、臥人に強く執着する。
甲村 悟郎（こうむら ごろう）
「東のサン・キュロット」構成員。
ライトノベル作家。作家名は「稲鳩淳」（いなはと じゅん）である。

## 用語

### オタク文化規制関連
改正児童ポルノ禁止法（かいせいじどうポルノきんしほう）
キャラクターが児童と「判断」された場合は、そのキャラクターの性描写は児童ポルノとして摘発対象となる法律。対象となる性描写は、実写か非実写かを問わない。違反者は逮捕される。
金曜の模倣者事件（きんようのもほうしゃ じけん）
オタク文化全面規制のきっかけとなった連続猟奇殺人事件。被害者は全員が女子児童で13名に及んだ。事件は毎週金曜日に発生し、殺害方法が漫画、アニメ、ゲームの登場人物の死を再現・模倣したものであることから、この名がある。
事件に衝撃を受けた社会では、「オタク文化の悪影響」の排除を求める声が強まり、ついに政府が全面規制に乗り出すこととなった。
小型立像所持法（フィギュアしょじほう）
個人が所有できるフィギュアの数に制限を課す法律。10体以上を所持する場合、追徴税を課せられる。
不快メディア迷惑禁止法（ふかいメディアめいわくきんしほう）
アニメや漫画を嫌う者の前でその話題を持ち出すことを迷惑行為と位置付けて、規制の対象とする法律。違反者には即刻、罰金刑を科せられる。
焚書課（ふんしょか）
正式名称「警視庁文化保全部焚書課強襲特務室」。オタク文化の全面規制に対する強い反発と抵抗が想定されたため、オタクの取り締まりを目的に警視庁内に設置された武装組織である。
作品名となっている「ファーレンハイト9999」とは、焚書課制式拳銃の名称である。

### その他
東のサン・キュロット（ひがしのサン・キュロット）
オタクが迫害や差別の対象になっている現状を改善するため、法改正運動などを行っている団体。団体名の一部となっている「サン・キュロット」とは、本来、フランス革命の原動力となった一般民衆のことである。構成員は、漫画家やライトノベル作家が中心である。
活動スローガンを「武力に頼らず世界を変革する」としてきたが、由樹矢正らの加入により、核兵器を利用するテロ組織に変質してしまっている。
Bottom of the Bottle（ボトム・オブ・ザ・ボトル）
沖田藍の父親である沖田譲が経営するバー。秋葉原にある。
バーはオタク規制対象外とされていることから、店内でアニメや漫画を話題にしても摘発されることはない。また、特別許可を受けているため、他所では禁じられているコスプレは、この店内では可能である。

## 既刊一覧
- 朝倉勲（著） / 一色箱（イラスト） 『ファーレンハイト9999』 集英社〈ダッシュエックス文庫〉、既刊2巻（2015年4月24日現在）
  1. 2014年12月24日第1刷発行（12月19日発売[3]）、ISBN 978-4-08-631018-5
  2. 2015年4月29日第1刷発行（4月24日発売[4]）、ISBN 978-4-08-631043-7